# 鶴岡来雪
鶴岡 来雪（つるおか こゆき、1994年12月26日 - ）は、愛媛県松山市出身の、日本の柔道選手である。階級は57kg級。身長160cm。血液型はB型。組み手は右組み。得意技は背負投。

## 経歴
柔道は9歳の時に三津浜柔道会で始めた。三津浜中学校3年の時には全国中学校柔道大会48kg級の3回戦で敗れた。新田高校に進むと、2年の時にインターハイ52kg級の準々決勝で松商学園高校1年の出口クリスタに大内刈で敗れて5位だった。全国高校選手権では準決勝で藤枝順心高校2年の岡本理帆に有効で敗れて3位だった。団体戦でも3位になった。3年の時には金鷲旗で3位、インターハイでは決勝で桐蔭学園高校2年の内尾真子に判定で敗れて2位、全日本ジュニアでは3位だった。ベルギー国際ジュニアの部では決勝で内尾に敗れた。山梨学院大学へ進むと、2年の時には階級を57kg級に上げると、全日本ジュニアと学生体重別では5位だったが、優勝大会と体重別団体で優勝した。3年の時には優勝大会で優勝するも、体重別団体では2位だった。4年の時には優勝大会で3連覇するも、学生体重別では決勝で大学の1年後輩である出口に合技で敗れて2位だった。2017年にはコマツに入社すると、2018年の実業個人選手権では準決勝で自衛隊体育学校の大辻瑛美に敗れて3位だった。2019年の実業団体では優勝するも、実業個人選手権では決勝で大辻に敗れて2位だった。講道館杯では準々決勝で三井住友海上の舟久保遥香にGS含めて11分以上の戦いの末に反則負けするも、その後の敗者復活戦を勝ち上がって3位になった。グランドスラム・大阪では3回戦でルーマニアのロレダナ・オハイに反則負けした。2020年のヨーロッパオープン・オディヴェーラスでは準決勝でロンドンオリンピック銀メダリストであるルーマニアのコリーナ・カプリオリウと対戦すると、立ち姿勢から体を捨てた脇固めを仕掛けられて反則勝ちするなどしてシニアの国際大会初優勝を飾った。11月の講道館杯では3位だった。

## 戦績
- 2011年 -　インターハイ　5位
- 2012年 -　全国高校選手権　個人戦　3位　団体戦　3位
- 2012年 -　金鷲旗　3位
- 2012年 -　インターハイ　2位
- 2012年　- 全日本ジュニア　3位
- 2013年 -　ベルギー国際ジュニアの部　2位
- 2014年　- 優勝大会　優勝
- 2014年　- 全日本ジュニア　5位
- 2014年　- 学生体重別　5位
- 2014年　- 体重別団体　優勝
- 2015年　- 優勝大会　優勝
- 2015年　- 体重別団体　2位
- 2016年　- 優勝大会　優勝
- 2016年　- 学生体重別　2位
- 2018年　- 実業個人選手権　3位
- 2019年　- 実業団体　優勝
- 2019年　- 実業個人選手権　2位
- 2019年　- 講道館杯　3位
- 2020年　- ヨーロッパオープン・オディヴェーラス　優勝
- 2020年 -　講道館杯　3位
- 2021年 -　体重別　3位
- 2022年 -　実業団体　2位

(出典、JudoInside.com)。